# ヒステリック・ミニ
ヒステリック・ミニ（HYSTERIC MINI、略称:ヒスミニ）は、デザイナーの北村信彦が設立したファッションブランド「ヒステリック・グラマー (HYSTERIC GLAMOUR)」のキッズブランドとして1985年に誕生。
株式会社オゾンコミュニティの登録商標で、基本理念として「とことんまでこだわる妥協を許さないモノ創り」を掲げており新生児からの子供をターゲットにした洋服をはじめ、育児用品、小物など親を視点に入れた幅広い商品を扱う。

## ヒステリック・ミニのキャラクター
Mini"THE BABY"
ブランドのメインキャラクター。ヒステリック・グラマーのミス.ヒステリックスの子供。怖いもの知らず。
Mom
ミニの母親。ヒステリック・グラマーのミス.ヒステリックス。なぜミセスでないかは不明。
Baru
わがままで威張りん坊、でしゃばりで嫌われ者のゴースト。
Noopey mini
ミニと仲良し。イタズラ好きで変身が上手なゴースト。人を楽しませる性格。
Marry
ジャマイカ出身のメスの恐竜。踊りが大好きで寂しがり屋。
Bob
ジャマイカ出身のオスの恐竜で暴れん坊。マリーに夢中。
Hysteric Bear
かわいさと生意気さのあるクマ。
Melx Max
ディズニーのキャラクターに似ているというクレームが来た為、幻のキャラクターになった。
Flower Power
1988年に登場。「これ見ると元気が出る」が名前の由来。
B.B.Waldo
初期から登場。ブルドッグのボクサー。
Fighting Chicken
戦うニワトリ君。